# Якобелло дель Фйоре
Якобелло дель Фйоре (італ. Jacobello del Fiore; бл. 1370—1439, Венеція) — італійський живописець, представник венеційської школи. Був одним із найзначиміших живописців першої третини XV століття і найвитонченішим майстром свого покоління. Творчість художника тісно пов'язана із Венецією, де зберігається основна частина його робіт.

## Біографія
Живописний стиль художника продовжує готичну традицію, також у ньому помітний вплив візантійської ікони, від якої він успадкував деяку статичність композиції та архаїчність пластичного рішення. Якщо у ранній його картині «Мадонна Мізерікордія» (бл. 1415) елегантний образ Діви Марії виступає в оточенні суворих візантизуючих фігур Івана Хрестителя та Івана Євангеліста, то написане ним декілька років потому для Палац дожів «Правосуддя з архангелами Михаїлом та Гавриїлом» (1421, зараз — Галерея Академії, Венеція), в якому лінії завиваються у чудернацькому візерунку, а сяючий колір відображає дух світського придворного мистецтва.
Вівтарні образи дель Фйоре вплинули на венеційських художників наступного покоління, здебільшого на Антоніо Віваріні та Мікеле Джамбоно. Помер у Венеції у 1439 році.

## Основні твори
- «Мадонна із немовлям», бл. 1410. Музей Коррер, Венеція
- «Лев святого Марка», 1415. Палац дожів, Венеція
- «Мадонна Мізерікордія», 1415. Галерея Академії, Венеція
- «Поліптих Челліно», Національний музей Абруццо, Італія
- «Правосуддя з архангелами Михаїлом та Гавриїлом», 1421. Галерея Академії, Венеція